# Simon Ammann

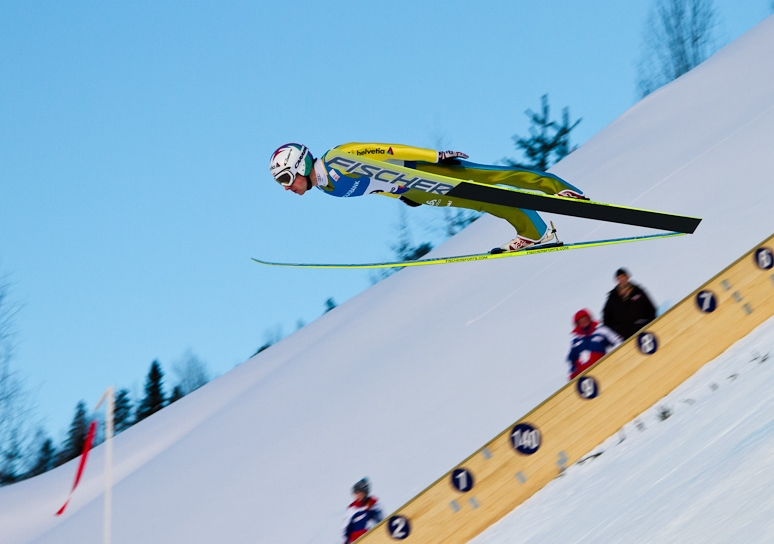
Simon Amman i Vikersundbacken 2011

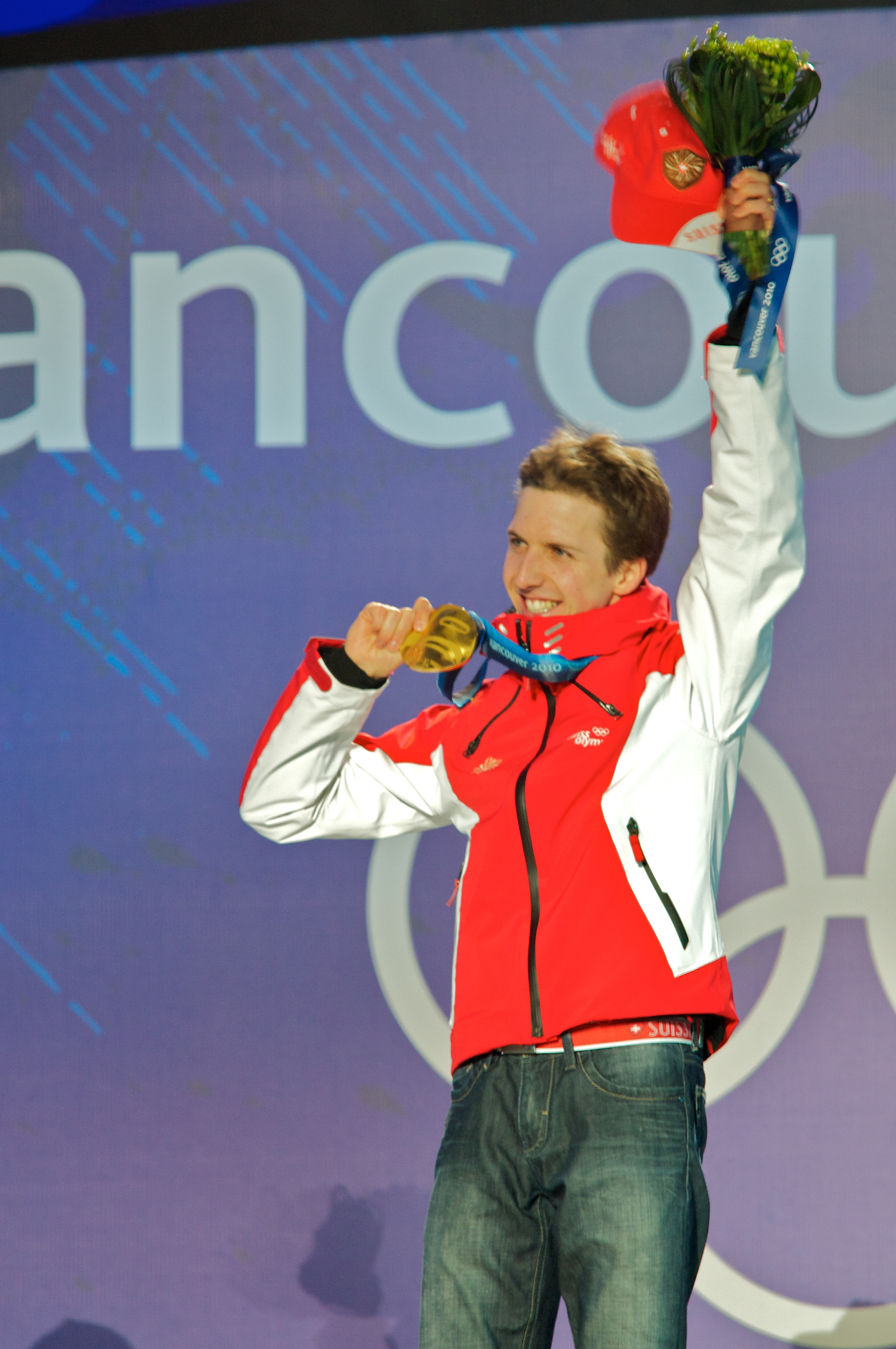
Simon Ammann under prisutdelningen i OS 2010

Simon Ammann, född 25 juni 1981 i Grabs, kantonen Sankt Gallen, är en schweizisk backhoppare som tävlar för RG Churfirsten.

## Karriär
Simon Ammann startade sin karriär i världscupen som 16-åring i Oberstdorf 29 december 1997. Amman tog en överraskande femtonde plats i första tävlingen, vilket gjorde att han blev uttagen att representera Schweiz under de kommande OS-tävlingarna året efter. 
Ammann tävlade i OS i Nagano 1998 där han slutade på 35:e plats i normalbacken och på 39:e plats i stora backen. Tillsammans med sina schweiziska lagkamrater tog Amman en sjätteplats i OS-lagtävlingen. 
2002 föll han och skadade sig men repade sig i tid till OS i Salt Lake City, där han fick sitt stora genombrott genom att vinna guld i både normalbacken och stora backen. Backhoppstävlingarna började i normalbacken 10 februari. Amman var inte bland de förhandstippade favoriterna. Men den unge Simon Ammann slog de två guld-favoriterna Sven Hannawald, Tyskland och Adam Małysz, Polen. Amman tog guldet 1,5 poäng före Hannawald och 6 poäng före Małysz. Simon Ammann, som med segern i normalbacken vann den första schweiziska medaljen i internationell backhoppning, hade aldrig tidigare vunnit en "major", när han klev in och tog båda individuella gulden i backhoppning. I stora backen var han hela 11,7 poäng före Adam Małysz och 25,4 poäng före Matti Hautamäki, Finland. I lagtävlingen blev Ammann och schweiziska laget nummer 7.
Vid OS i Turin 2006 hade Simon Ammann moderata framgångar. Han kom på 15:e plats i tävlingen i stora backen. I laghoppningen kom schweizarna på sjunde plats.
I skid-VM i Sapporo 2007 tog Ammann guld i stora backen med 0,2 poängs marginal till tvåan Harri Olli, Finland och 3,2 poäng före Thomas Morgenstern, Österrike. Med den segern blev Ammann en av få backhoppare som tagit fler segrar i internationella mästerskap (3) än segrar i deltävlingar i världscupen (2). I normalbacken tog Ammann silver 21,5 poäng efter Adam Małysz och 1,0 poäng före Thomas Morgenstern. Igen blev Schweiz nummer 7 i laghoppningen.
Vid OS i Vancouver 2010 var han åter tillbaka i toppen och vann guldmedaljen i de båda enskilda disciplinerna. Han var överlägsen både i första och i andra hoppet i normalbacken – 105 m respektive 108 m – och hans totalpoäng blev 276,5. Därmed var han 7,0 poäng före Adam Małysz och 8,5 poäng före bronsvinnaren Gregor Schlierenzauer, Österrike. I stora backen hoppade han också klart längst med 144 m respektive 138 m och vann igen före Małysz (14,2 poäng) och Schlierenzauer (21,4 poäng). Schweiz deltog inte i lagtävlingen.
Under Skid-VM 2011 i Holmenkollen i Oslo tog Ammann en bronsmedalj i en tät kamp i stora backen. Han var 3,2 poäng efter guldvinnaren Schlierenzauer och 2,9 poëng efter Morgenstern som säkrade en österrikisk dubbel. Österrike tog även en dubbel i normalbacken. Thomas Morgenstern vann före landsmannen Andreas Kofler. Adam Małysz tog bronset 4,6 poäng före Ammann som tog fjärdeplatsen. Schweiz blev nummer 10 i lagtävlingen i normalbacken.
Simon Ammann vann även världscupen säsongen 2009/2010. Han tävlade 12 säsonger i världscupen. 6 gånger har han placerat sig bland de 10 bästa sammanlagt. Han har 20 segrar i deltävlingar. Den första kom i Holmenkollen, Oslo 17 mars 2002 och den senaste i Lahtis 13 mars 2011. Två gånger (2008/2009 och 2010/2011) har Ammann blivit nummer 2 sammanlagt i Tysk-österrikiska backhopparveckan. Han har 6 delsegrar och en sammanlagtseger (2009) i Sommar-Grand-Prix.

## Backrekord
Lista över backrekorder satta av Simon Ammann.
| Ort                    | Land     | Längd/backstorlek    | Datum            | Rekord till      |
| ---------------------- | -------- | -------------------- | ---------------- | ---------------- |
| Engelberg              | Schweiz  | 137,0 m (HS: 137 m)  | 15 december 2001 | 20 december 2003 |
| Trondheim              | Norge    | 140,0 m (HS: 140 m)  | 7 december 2008  | gällande         |
| Pragelato              | Italien  | 144,0 m (HS: 140 m)  | 13 december 2008 | gällande         |
| Lillehammer            | Norge    | 146,0 m (HS: 138 m)  | 6 december 2009  | gällande         |
| Engelberg              | Schweiz  | 141,0 m (HS: 137 m)  | 20 december 2009 | gällande         |
| Garmisch-Partenkirchen | Tyskland | 143,5 m (HS: 140 m ) | 1 januari 2010   | gällande         |
| Zakopane               | Polen    | 140,5 m (HS: 134 m)  | 23 januari 2010  | gällande         |
| Vancouver-Whistler     | Kanada   | 108,0 m (HS: 106 m)  | 23 februari 2010 | gällande         |
| Klingenthal            | Tyskland | 145,0 m (HS: 140 m)  | 1 februari 2011  | 2 februari 2011  |

## Simon Ammanns fysik
Simon Ammann är ovanligt småväxt för att vara backhoppare. Genomsnittslängden bland backhoppare är 1,80 m; Ammann är bara 1,72 m lång och väger 58 kg. Trots de fysiska ovanligheterna tillhör han världseliten, vilket förklaras med hans exceptionella balanssinne, att hans kropp och muskler är anpassade för flygningen samt hans förmåga att parera vindar under hoppet.

## Utmärkelser
- Amman blev vald till Sportler des Jahres (Årets idrottare) i Schweiz 2002.
- Han röstades tvåa om titeln Schweizer des Jahres 2002.
- 2010 blev han hedersmedborgare i Alt St. Johann i Toggenburg i kantonen St. Gallen.
- 12 december 2010 blev han igen tilldelad Credit Suisse Sports Award som Schweizer Sportler des Jahres (Årets schweiziska idrottare) 2010.
- 2007 tilldelades Simon Ammann Holmenkollenmedaljen tillsammans med Kung Harald V av Norge, Drottning Sonja av Norge, Frode Estil och Odd-Bjørn Hjelmeset.